# La nariz (Gógol)
La nariz (en ruso: Нос) es un cuento satírico de Nikolái Gógol escrito durante su estancia en San Petersburgo. Durante este tiempo, las obras de Gógol se centraron principalmente en lo absurdo y lo grotesco, con un toque romántico. Escrito entre 1835 y 1836, La nariz cuenta la historia de un funcionario de San Petersburgo cuya nariz abandona su rostro y desarrolla una vida propia. La nariz se publicó originalmente en Sovreménnik, una revista literaria propiedad de Aleksandr Pushkin. El uso de una nariz como la principal fuente de conflicto en la historia podría deberse a la propia experiencia de Gógol, que tenía una nariz de forma extraña y de la que el mismo frecuentemente se burlaba en sus cartas. El uso de locaciones icónicas de la ciudad, así como el puro absurdo de la historia, ha hecho de "La nariz" una parte importante de la tradición literaria de San Petersburgo.
La nariz se divide en tres partes y narra la historia del asesor colegiado Kovaliov, que se despierta una mañana sin su nariz. Más tarde descubre que su nariz ha desarrollado una vida propia y aparentemente lo ha superado al alcanzar el rango de Consejero de Estado. El cuento muestra la obsesión con el rango social que plagó a Rusia después de que Pedro el Grande introdujo la Tabla de rangos al país. Al permitir a los plebeyos obtener nobleza hereditaria a través del servicio al estado, se le dio a una gran población la oportunidad de ascender en la escala social. Esta oportunidad, sin embargo, también dio paso a grandes burocracias, en las que trabajaron muchos de los personajes de Gógol.

## Argumento
El cuento se encuentra dividido en tres partes:

### Parte uno
El 25 de marzo, el barbero Iván Yákovlevich descubre que su mujer ha hecho pan. Durante el desayuno, corta una hogaza por la mitad y encuentra una nariz en el pan. Con horror, reconoce que esta nariz es la de uno de sus clientes habituales, el asesor colegiado Kovaliov (conocido como 'Mayor Kovaliov'). La esposa de Iván le exige que se lleve la nariz de su casa, por lo que él la envuelve en una tela e intenta tirarla desde un puente. Intenta deshacerse de la nariz arrojándola al río Nevá, pero un policía lo atrapa. Iván intenta sobornar al oficial de policía, pero este se niega.

### Parte dos
El mayor Kovaliov se despierta y descubre que le falta la nariz. Agarra un espejo para verse la cara y en su lugar sólo hay un trozo de piel suave y plana. Sale de su casa para denunciar el incidente al jefe de policía. De camino hacia el jefe de policía, el mayor Kovaliov ve a su nariz vestida con el uniforme de un oficial de alto rango. Su nariz ya pretende ser la de un humano. Persigue su nariz, que se niega a volver a su rostro. Kovaliov se distrae con una chica bonita, y, mientras, se le escapa la nariz. Kovaliov intenta ponerse en contacto con el jefe de policía, pero éste no está en casa. Así que visita la redacción del periódico para publicar un anuncio sobre la pérdida de su nariz, pero se lo rechazan. Luego habla con un inspector de policía que también se niega a ayudar. Finalmente, Kovaliov regresa su apartamento, donde el policía que atrapó a Iván le devuelve la nariz (que fue detenida en una estación de autobuses cuando intentaba huir de la ciudad). La alegría de Kovaliov se ve truncada cuando descubre que no puede volver a colocarle la nariz, ni siquiera con la ayuda de un médico. Al día siguiente, Kovaliov escribe una carta a la señora Alexandra Grigórievna Podtóchina, una mujer que quiere que se case con su hija, y la acusa de robarle la nariz; él cree que ella le ha maldecido por su inconstancia hacia su hija. Él le escribe para pedirle que deshaga el hechizo, pero su carta la confunde y reitera su deseo de que se case con su hija. Su respuesta lo convence de que ella es inocente. En la ciudad se han extendido rumores sobre las actividades de la nariz y multitudes se reúnen en su busca.

### Parte tres
El 7 de abril, Kovaliov se despierta con la nariz reimplantada en su lugar. El barbero lo afeita cuidadosamente y vuelve a sus viejos hábitos de ir de compras y coquetear con las chicas.

## Personajes
- El asesor colegiado Kovaliov: el personaje principal de la historia es un funcionario de rango medio. Está obsesionado con su rango y un día se despierta y descubre que le falta la nariz.
- La Nariz: este personaje es una parte del cuerpo que se personifica en la historia. Por su forma de vestir, parece haber alcanzado un rango superior en la función pública que Kovaliov.
- Iván Yákovlevich: es el barbero que encuentra la nariz en su pan. Intenta tirar la nariz al río. Cuando Kovaliov vuelve a colocar milagrosamente la nariz, éste acude a Iván para que le afeite nuevamente.
- Empleado de publicidad en el periódico: es a quien contacta Kovaliov para publicar un anuncio en el periódico sobre la nariz que le falta. Cuando el publicista del periódico se entera por primera vez de la historia, no puede comprender lo que ha sucedido. Rechaza el anuncio de Kovaliov porque cree que la ridiculez de la historia hará que el periódico parezca demasiado sensacionalista.
- Señora Podtóchina: es la madre de la chica con la que Kovaliov coquetea desde hace algún tiempo. Él se niega a proponerle matrimonio porque cree que puede casarse con alguien aún mejor, por lo que la señora Podtóchina lo molesta constantemente para que se case con su hija.
- El doctor.
- El oficial de policía le devuelve la nariz perdida a Kovaliov.

## Temas

### Percepción olfativa
Algunos críticos analizan la historia literalmente en lugar de buscar un significado simbólico. Una interpretación literal sugiere que la historia de Gógol trata sobre la importancia de la percepción olfativa, que en la sociedad occidental está oscurecida por un enfoque en la visión y la apariencia. Esta interpretación es consistente con la creencia de Gógol de que la nariz es la parte más importante de la anatomía humana. El mayor Kovaliov está obsesionado con su apariencia, limpieza y rango. Su comportamiento refleja la influencia de la cultura occidental orientada a la visión que enfatiza la desodorización y la higiene. Y, sin embargo, se enoja profundamente cuando pierde la nariz, lo que demuestra que la sensación olfativa sigue siendo importante a pesar de la influencia occidental.

### Sociedad y clase
La sociedad y la clase jugaron un papel muy importante en la determinación de la vida durante la época de Gógol. Con la introducción de la tabla de rangos por parte de Pedro el Grande, una porción completamente nueva de la población pudo ascender socialmente si trabajaba lo suficiente. En una sociedad obsesionada con el estatus, las personas siempre tenían que lucir lo mejor posible y priorizar su apariencia exterior. Cuando el mayor Kovaliov ve su propia nariz vestida con el uniforme de un funcionario de mayor rango que él, se siente momentáneamente avergonzado y no puede acercarse a la nariz. Incluso en el contexto de un escenario ridículo, los sentimientos de inferioridad y celos todavía logran infiltrarse en la mente del mayor Kovaliov.

### Identidad
El tema de la identidad se destaca por cómo la nariz es, a la vez, fácil y difícil de identificar en varios puntos de la historia. El barbero se da cuenta muy rápidamente de quién es el dueño de la nariz tan solo con verla. Sin embargo, la nariz logra escaparse de Kovaliov disfrazándose de médico. Este ir y venir entre la identidad de la nariz enfatiza cómo el Petersburgo de Gógol valoraba mucho más la apariencia exterior que la verdadera identidad. El mayor Kovaliov es un funcionario menor que actúa como si tuviera un rango mucho más alto de lo que realmente es. Se refiere a las mujeres como prostitutas y les pide que vayan a su apartamento. Sus principales objetivos en la vida son escalar posiciones y casarse bien, pero sin su nariz no puede hacer ninguna de las dos cosas.

### Lo sobrenatural
Lo sobrenatural también entra en juego en esta historia. La nariz es capaz de transformar su tamaño dependiendo de lo que se necesite para avanzar en la trama. A veces se representa como del tamaño de una nariz común, mientras que otras veces se representa como del mismo tamaño que un ser humano. Esta extraña habilidad juega con lo absurdo de la historia y aumenta su tono cómico.

## Estilo
Los críticos señalan que el título de la historia en ruso (Нос) es el reverso de la palabra rusa para «sueño» (Сон). Como señala el propio narrador poco fiable, la historia «tiene mucho de inverosímil», mientras que una versión anterior de la historia terminaba con Kovaliov despertando y dándose cuenta de que la historia era en realidad un sueño. Sin ese final, la historia se convierte en precursora del realismo mágico, ya que un elemento irreal se entreteje en una narración realista. Los críticos también notan los cambios abruptos en la narrativa que les parecen ensamblados como fragmentos. La trama parece tener múltiples ramas para facilitar la naturaleza de la imprevisibilidad como tema de la historia.
El mayor Kovaliov es una persona con muchas inconsistencias y contradicciones. Gógol usa esto para resaltar la «identidad fracturada del personaje principal». Existe un desequilibrio significativo entre cómo Kovaliov se ve a sí mismo y cómo lo percibe el mundo exterior. En lugar de centrarse en su apariencia interior, toda su energía y pensamiento se destina a mantener su apariencia exterior. «Las caras públicas y privadas del asesor colegiado parecen casi no tener relación.» Este tipo de retrato de un ciudadano medio de San Petersburgo refleja la posición de Gógol como un recién llegado a la ciudad, que ve la jerarquía social de la ciudad desde una perspectiva exterior.
Al final de la historia, parece que Gógol habla directamente con el lector. Nunca se explica por qué la nariz se cayó en primer lugar, por qué podía hablar ni por qué se volvió a unir. Al hacer esto, Gógol estaba jugando con las suposiciones de los lectores, quienes felizmente pueden buscar historias absurdas pero al mismo tiempo todavía quieren una explicación real.

## Simbolismo
En Rusia, la nariz ha sido objeto de una variedad de proverbios que van desde «arrancada» (si una persona es demasiado curiosa), «levantada» (si tienes una alta opinión de ti mismo) o «colgada» (una persona derrotada y fracasada). En el siglo XIX, existía una extensa literatura en prosa rusa dedicada a las referencias a la nariz. El crítico Viktor Vinogradov cree que la nariz no es sólo un símbolo de la personalidad humana, sino también una fuente de comedia y patetismo en la literatura.
Algunos críticos han equiparado el lenguaje confuso entre la nariz de Kovaliov y los demás personajes de la historia con la conciencia mitológica. Debido a la situación en la que se encuentran los personajes, las cualidades humanas se transfieren a los objetos naturales y un sentido de percepción mitológico impregna los pensamientos de los personajes, a diferencia de la percepción del hombre moderno anterior, caracterizada por su conciencia de interés propio. La historia yuxtapone la nariz como símbolo de salvación para el mayor Kovaliov y como símbolo de autodestrucción para el barbero Iván Yákovlevich.
Su nariz sirve como símbolo de su propio esnobismo y su actitud pretenciosa. Una vez que pierde la nariz, toda su conducta hacia el mundo cambia. Su nariz actúa como fuente de su propio orgullo y es lo que le permite menospreciar a los demás. La pérdida de su nariz representa una pérdida de su identidad. Dado que su identidad se define principalmente por su apariencia exterior, la pérdida de esa apariencia lo devasta.

## Inspiración y recepción
Como tema literario, la nariz ha sido tratada por los autores rusos al menos desde la traducción, terminada en 1807, de Tristram Shandy de Laurence Sterne, en la que se trata detalladamente el tema de las narices, especialmente en «El cuento de Slawkenbergius». Narices, e incluso cabezas, que corren solas, que desaparecen y luego regresan, que incluso se hornean en pan (como en la primera parte de la historia de Gógol), se encuentran en la literatura rusa de las décadas de 1820 y 1830. De estas obras, la de Gógol es la más famosa porque presenta un cuento absurdo que no sólo sirve como comentario social, sino también como un cuento cómico para todas las edades.
En Historia de la Literatura Rusa, el crítico Dmitri Mirski escribe: «La nariz es una pura obra de teatro, casi una pura tontería. En ella, más que en ningún otro lugar, Gógol muestra su extraordinario poder mágico para crear un gran arte cómico de la nada.»
Desde su publicación, La nariz ha intrigado a los críticos con su historia absurda y su comentario social. Lo absurdo de la historia crea una cierta distancia entre el autor y el lector, lo que brinda a los lectores la oportunidad de disfrutar de los aspectos cómicos de la historia, pero un análisis más detallado les permite ver que la historia es una crítica de la vida cotidiana petersburguesa.

## Localizaciones en San Petersburgo

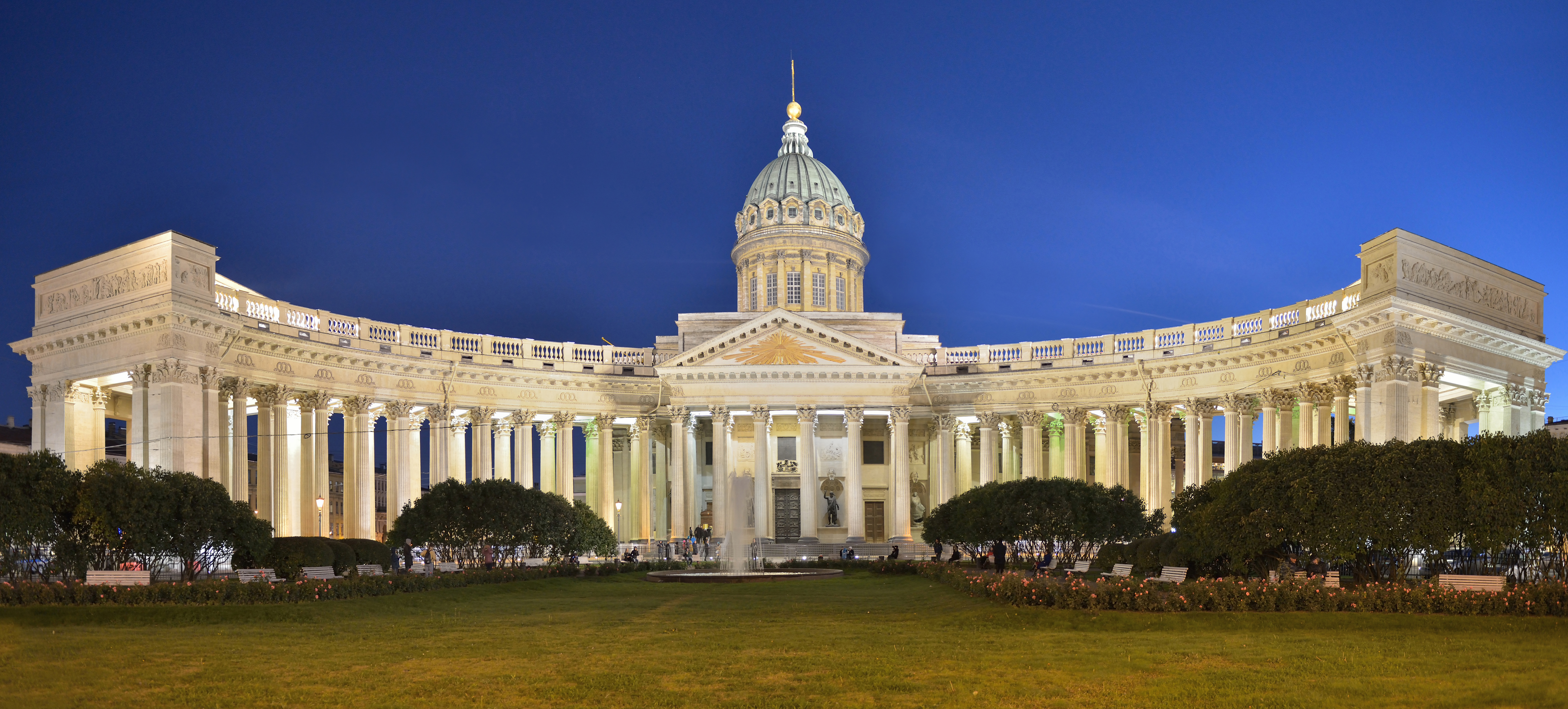
Catedral de Kazán, donde Kovaliov encuentra rezando a la nariz.

Como cuento de San Petersburgo, La nariz tiene muchas referencias a la ciudad de San Petersburgo, donde se desarrolla la acción de la historia.
- Avenida Voznesensky: en esta calle vive Iván, el barbero.
- Puente Isaakievsky: Iván arroja la nariz al río Nevá desde este puente.
- Calle Sadovaya: en esta calle vive el mayor Kovaliov.
- Avenida Nevski: el mayor Kovaliov camina diariamente por esta calle.
- Jardines Tavrichevsky: surge el rumor de que la nariz empezó a caminar por estos jardines.
- Gostiny Dvor: el mayor Kovaliov se detiene aquí, felizmente, después de que su nariz vuelve a su cara.

## Adaptaciones
Dmitri Shostakóvich creó una ópera basándose en esta historia. También existe una referencia implícita a este opúsculo en la película de Woody Allen, El dormilón. Fue objetivo de realización de varios cortometrajes, como el corto de animación de pantalla de agujas de 1963 hecho por Alexandre Alexeieff y Claire Parker, y el cortometraje La nariz del argentino Alberto Giudice, entre otros.